# Abekr
Abekr este un oraș în Sudan, aflat la 50 de km la est de En Nahud.